# 1543 Bourgeois
1543 Bourgeois este un asteroid din centura principală, descoperit pe 21 septembrie 1941, de Eugène Delporte.